# 陸上自衛隊情報学校
陸上自衛隊情報学校（りくじょうじえいたいじょうほうがっこう、JGSDF Military Intelligence School）は、陸上自衛隊富士駐屯地に開設された防衛大臣直轄機関（学校）である。

## 概要
陸上自衛隊小平駐屯地に所在していた「陸上自衛隊調査学校」を前身とし、語学・諜報・防諜等の情報戦に関する教育訓練および情報科部隊運用における調査研究を担任する。
2001年（平成13年）3月の陸上自衛隊小平学校発足に伴い調査学校は廃止されたが、2010年（平成22年）3月に情報科が職種化したことなどの理由から独立の教育機関として小平学校から切り離され、富士駐屯地内に「陸上自衛隊情報学校」として新編することが2017年（平成29年）度政府予算に盛り込まれた。2018年（平成30年）2月9日に公布された「自衛隊法施行令等の一部を改正する政令」（政令第33号）に基づき、2018年（平成30年）3月27日に設置された。
学校長は情報科の部隊指揮官又は相当級の幕僚もしくは防衛駐在官経験を有する陸将補（二）を基準として充てられる。

## 沿革
（前身の調査学校の歴史を含む）
陸上自衛隊調査学校
- 1954年（昭和29年）9月10日：陸上自衛隊業務学校第2部が独立して、陸上自衛隊調査学校（Intelligence School）として小平駐屯地において編成完結。
- 1956年（昭和31年）4月20日：陸上自衛隊調査学校が小平駐屯地から越中島駐屯地へ移駐。
- 1960年（昭和35年）1月6日：陸上自衛隊調査学校が越中島駐屯地から小平駐屯地へ移駐。
- 2001年（平成13年）3月27日：陸上自衛隊小平学校の新編に伴い陸上自衛隊調査学校（小平駐屯地）を廃止（校長職は小平学校副校長へ、語学教育部・情報教育部は小平学校に編入）。

陸上自衛隊情報学校
- 2018年（平成30年）3月27日：陸上自衛隊情報学校が小平学校情報教育部・語学教育部を母体に富士駐屯地に新編（語学教育部から改組した第2教育部は引続き小平駐屯地に所在[3]）。
- 2019年（平成31年）3月26日：情報教導隊が教育支援部隊として富士駐屯地に新編[4]され、陸上自衛隊情報学校に隷属。
- 2021年（令和03年）2月1日：新庁舎が完成、これまでのプレハブ仮庁舎からの移転を完了し、落成式が行われた[5]。新庁舎は鉄筋コンクリート4階建てで、延床面積約4,933平方メートル[5]。

## 編成
特記がなければ、富士駐屯地に所在。
- 企画室
- 総務課
- 管理課「情校」
- 第1教育部（小平学校情報教育部を改組）
- 第2教育部（小平学校語学教育部を改組）（小平駐屯地[6]）
- 研究部
- 情報教導隊「情教」

調査学校当時の編成
- 企画室
- 総務部
- 語学教育部
- 情報教育部

## 主要幹部
| 官職名               | 階級    | 氏名       | 補職発令日     | 前職                                   |
| -------------------- | ------- | ---------- | -------------- | -------------------------------------- |
| 陸上自衛隊情報学校長 | 陸将補  | 伊部俊宏   | 2024年12月20日 | 中央情報隊長 兼 陸上総隊司令部情報部長 |
| 副校長 兼 企画室長   | 1等陸佐 | 髙井良誠一 | 2024年08月01日 | 自衛隊情報保全隊 中部情報保全隊長      |
| 第1教育部長          | 1等陸佐 | 小澤学     | 2022年12月23日 | 北部方面情報隊長                       |
| 第2教育部長          | 1等陸佐 | 大窪智洋   | 2024年08月01日 | 自衛隊情報保全隊 北部情報保全隊長      |
| 研究部長             | 1等陸佐 | 新山雄貴   | 2025年03月17日 | 陸上自衛隊情報学校主任教官             |

| 代                   | 氏名                 | 在職期間                | 出身校・期              | 前職                                                  | 後職                                         |
| 陸上自衛隊調査学校長 | 陸上自衛隊調査学校長 | 陸上自衛隊調査学校長    | 陸上自衛隊調査学校長    | 陸上自衛隊調査学校長                                  | 陸上自衛隊調査学校長                         |
| -------------------- | -------------------- | ----------------------- | ----------------------- | ----------------------------------------------------- | -------------------------------------------- |
| 01                   | 福山修 （1等陸佐）   | 1954.9.10 - 1956.8.15   | 海兵59期                |                                                       | 陸上自衛隊調査学校付                         |
| 02                   | 藤原岩市             | 1956.8.16 - 1960.2.29   | 陸士43期・ 陸大50期     | 陸上自衛隊幹部学校                                    | 東部方面総監部幕僚副長                       |
| 03                   | 碇井準三             | 1960.8.1 - 1962.7.31    | 陸士44期・ 陸大54期     | 陸上幕僚監部第5部特科班長                             | 陸上幕僚監部幕僚幹事                         |
| 04                   | 橋詰勇               | 1962.8.1 - 1964.7.15    | 陸士44期・ 陸大53期     | 第2教育団長 兼 善通寺駐とん地司令                     | 陸上幕僚監部付 →1965.1.1 退職                |
| 05                   | 井門満明             | 1964.7.16 - 1967.7.16   | 陸士46期・ 陸大54期     | 防衛研修所所員 →1965.7.1 陸将補昇任                   | 陸上幕僚監部付 →1968.3.16 退職               |
| 06                   | 上杉源之             | 1967.7.17 - 1970.3.15   | 陸士48期・ 陸大56期     | 第11師団副師団長 兼 真駒内駐とん地司令                | 第4師団司令部付 →1970.12.22 退職             |
| 07                   | 横山鐵夫             | 1970.3.16 - 1972.7.16   | 陸士51期・ 陸大59期     | 第5師団副師団長 兼 帯広駐とん地司令                   | 陸上幕僚監部付 →1972.12.1 退職               |
| 08                   | 赤森伸治             | 1972.7.17 - 1974.6.30   | 陸士53期・ 陸大60期     | 富士学校総合教育部長 →1973.7.1 陸将昇任               | 第1師団長                                    |
| 09                   | 小川論               | 1974.7.1 - 1976.3.15    | 陸士54期                | 自衛隊愛知地方連絡部長                                | 陸上幕僚監部付 →1976.4.1 退職                |
| 10                   | 池本愈               | 1976.3.16 - 1978.1.9    | 陸航士57期              | 中央資料隊長                                          | 陸上幕僚監部付 →1978.4.1 退職                |
| 11                   | 濱口孝知             | 1978.1.10 - 1979.3.15   | 陸士58期                | 陸上幕僚監部第5部副部長 →1978.12.1 陸将昇任           | 陸上幕僚監部教育訓練部長                     |
| 12                   | 上原博               | 1979.3.16 - 1980.3.16   | 陸航士59期              | 第2教育団長 兼 善通寺駐とん地司令 →1979.12.1 陸将昇任 | 第8師団長                                    |
| 13                   | 清水濶               | 1980.3.17 - 1981.7.31   | 東京農業大学 昭和25年卒 | 第1師団副師団長 兼 練馬駐とん地司令                   | 陸上幕僚監部付 →1981.12.28 退職              |
| 14                   | 三好弘之             | 1981.8.1 - 1982.6.30    | 愛媛農専 昭和24年卒     | 陸上自衛隊富士学校企画室長                            | 第11師団副師団長 兼 真駒内駐屯地司令         |
| 15                   | 鈴木覺               | 1982.7.1 - 1984.3.15    | 宇都宮農専 昭和24年卒   | 中央資料隊長                                          | 陸上幕僚監部付 →1984.4.1 退職                |
| 16                   | 伊佐次達             | 1984.3.16 - 1986.3.16   | 防大1期                 | 第5施設団長 兼 小郡駐屯地司令                         | 陸上自衛隊施設学校長 兼 勝田駐屯地司令       |
| 17                   | 萩野昭朗             | 1986.3.17 - 1988.3.15   | 防大1期                 | 陸上自衛隊施設補給処長 兼 古河駐屯地司令              | 陸上自衛隊幹部学校副校長 兼 企画室長         |
| 18                   | 関谷道春             | 1988.3.16 - 1989.3.15   | 防大1期                 | 陸上自衛隊幹部学校研究部長                            | 陸上幕僚監部付 →1989.4.1 退職                |
| 19                   | 平野浤治             | 1989.3.16 - 1990.3.15   | 防大3期                 | 自衛隊兵庫地方連絡部長                                | 陸上幕僚監部付 →1990.4.1 退職                |
| 20                   | 稲坂哲男             | 1990.3.16 - 1991.6.30   | 防大2期                 | 防衛大学校教授                                        | 退職                                         |
| 21                   | 辻川健二             | 1991.7.1 - 1993.3.23    | 防大5期                 | 第12師団副師団長 兼 相馬原駐屯地司令                  | 陸上自衛隊富士学校副校長                     |
| 22                   | 米原光郎             | 1993.3.24 - 1994.5.3    | 防大6期                 | 統合幕僚会議事務局第2幕僚室長                         | 死亡                                         |
| 23                   | 内田芳郎             | 1994.5.3 - 1996.6.30    | 防大8期                 | 第11師団副師団長 兼 真駒内駐屯地司令                  | 退職                                         |
| 24                   | 高橋義洋             | 1996.7.1 - 1997.12.18   | 防大9期                 | 陸上自衛隊富士学校特科部長                            | 陸上自衛隊関西地区補給処長 兼 宇治駐屯地司令 |
| 25                   | 嶋野隆夫             | 1997.12.18 - 1999.7.8   | 防大10期                | 中央資料隊長                                          | 退職                                         |
| 26                   | 長野陽一             | 1999.7.9 - 2001.1.10    | 防大13期                | 第12師団副師団長 兼 相馬原駐屯地司令                  | 第1特科団長 兼 北千歳駐屯地司令              |
| 末                   | 那須誠               | 2001.1.11 - 2001.3.26   | 防大15期                | 第8師団副師団長 兼 北熊本駐屯地司令                   | 陸上自衛隊小平学校副校長                     |
| 陸上自衛隊情報学校長 |                      |                         |                         |                                                       |                                              |
| 01                   | 青木義昌             | 2018.3.27 - 2020.12.21  | 防大30期                | 自衛隊情報保全隊司令                                  | 退職                                         |
| 02                   | 楠見晋一             | 2020.12.22 - 2021.12.21 | 防大33期                | 中央情報隊長 兼 陸上総隊司令部情報部長                | 西部方面総監部幕僚長 兼 健軍駐屯地司令       |
| 03                   | 實藤聖               | 2021.12.22 - 2024.12.19 | 防大35期                | 自衛隊情報保全隊司令                                  | 第4師団副師団長 兼 福岡駐屯地司令            |
| 04                   | 伊部俊宏             | 2024.12.20 -            | 防大36期                | 中央情報隊長 兼 陸上総隊司令部情報部長                |                                              |